# Мамка Григорій Миколайович
Григорій Миколайович Мамка (нар. 18 серпня 1974, м. Глобине, Полтавська область) — український політик, колишній член забороненої в Україні проросійської політичної партії соціального спрямування ОПЗЖ, народний депутат України 9-го скликання. Доктор юридичних наук, Заслужений юрист України.

## Життєпис
Освіта вища. Закінчив Національну академію внутрішніх справ (2000), Академію управління МВС України. Кандидат юридичних наук.
1992—1994 — служба у Збройних силах України.
З 1994 р. — служба в ППСМ ГУМВС України в м. Києві.
З 2000 року по 2001 рік — слідчий відділення розслідування злочинів у сфері економіки слідчого відділу Харківського РУ ГУМВС України в м. Києві.
З 2001 року по 2002 рік — слідчий відділення розслідування злочинів у сфері економіки слідчого відділу Дарницького РУ ГУМВС України в м. Києві.
З 2002 року по 2003 рік — слідчий слідчого відділу Деснянського РУ ГУМВС України в м. Києві, з 2003 року по 2006 рік начальник слідчого відділення 1-го ТВМ Деснянського РУ ГУМВС України в м. Києві.
З 2006 року по 2008 рік — заступник начальника управління — начальник відділу Подільського РУ ГУМВС України в м. Києві.
З 2008 року по 2010 рік — начальник управління з розслідування особливо тяжких злочинів у сфері економіки та службової діяльності Головного слідчого управління МВС України.
З травня по червень 2010 року — заступник начальника управління — начальник відділу 2-го відділу управління з розслідування особливо тяжких злочинів у сфері економіки та службової діяльності Головного слідчого управління МВС України.
З червня 2010 року по січень 2011 року — заступник начальника управління — начальник відділу 3-го відділу управління з розслідування особливо тяжких злочинів у сфері економіки та службової діяльності Головного слідчого управління МВС України.
З 2011 року  по 2013 рік — заступник начальника управління розслідування тяжких злочинів у сфері господарської діяльності Головного слідчого управління МВС України.
З 2013 року по 2014 рік — заступник начальника Слідчого управління ГУМВС України в Київській області.
З 2014 року по 2016 рік — заступник начальника ГСУ МВС України.
Засновник адвокатського об'єднання «Мамка та Партнери».

### Політична діяльність
Народний депутат України, член депутатської групи в парламенті «Платформа за життя та мир». На час виборів: партнер адвокатського об'єднання «Мамка та Партнери», член партії «Опозиційна платформа — За життя». Проживає в місті Києві.
У парламенті зайняв посаду заступника голови Комітету Верховної Ради з питань правоохоронної діяльності. Згодом став заступником голови Тимчасової слідчої комісії Верховної Ради України з питань розслідування можливих фактів порушення законодавства України та зловживання службовим становищем президентом Української асоціації футболу (Федерації футболу України) і головою комітету з питань бюджету Верховної Ради України восьмого скликання Андрієм Павелком при вирішенні питання фінансування та реалізації бюджетної програми «Будівництво футбольних полів зі штучним покриттям в регіонах України» у 2017—2018 роках.
Заступник члена Постійної делегації Верховної Ради України у Парламентській асамблеї ЄС — Східні сусіди (ПА ЄВРОНЕСТ).

### Депутатські групи дружби
Член групи з міжпарламентських зв'язків з Грузією.
Член групи з міжпарламентських зв'язків з Італійською Республікою.
Член групи з міжпарламентських зв'язків з Об'єднаними Арабськими Еміратами.
Член групи з міжпарламентських зв'язків з Ісламською Республікою Афганістан.
Член групи з міжпарламентських зв'язків з Південно-Африканською Республікою.  
Член групи з міжпарламентських зв'язків з Королівством Бахрейн.
Член групи з міжпарламентських зв'язків з Державою Ізраїль.
Член групи з міжпарламентських зв'язків з Республікою Ірак.

### Закордонні офіційні візити
- Фінляндія (2020 рік). Учасник семінару з питань парламентської доброчесності сприяння прозорості та зобов'язанням ведення обліку та звітності для членів парламентарів;
- Франція (2021). Робоча поїздка у складі представників Комітету ВР з питань правоохоронної діяльності.

## Наукова та викладацька діяльність
У 2012 році здобув наукове звання кандидата юридичних наук за спеціальністю 12.00.09 — Кримінальний процес та криміналістика; судова експертиза.
У 2019 році — здобув наукове звання доктора юридичних наук за спеціальністю 12.00.09 — Кримінальний процес та криміналістика; судова експертиза.
З листопада по грудень 2016 року — доцент кафедри кримінального права та кримінології Національного університету державної фіскальної служби України.
З грудня 2016 року — професор кафедри кримінального права та кримінології Національного Університету Державної фіскальної служби України.
Автор 43 наукових праць, серед яких 1 монографія, 16 статей у виданнях, включених МОН України до переліку наукових фахових видань з юридичних наук, 5 статей у зарубіжних періодичних виданнях, 19 тез доповідей, опублікованих у збірниках матеріалів науково- практичних конференцій, круглих столів та 2 публікації, які додатково відображають наукові результати дисертації.

## Нагороди
- Заслужений юрист України (1 грудня 2014) — за значний особистий внесок у соціально-економічний, науково-технічний, культурно-освітній розвиток Української держави, вагомі трудові досягнення, багаторічну сумлінну працю[11].

## Скандали
22 липня 2025 року голосував за закон України 12414 який був ухвалений з порушенням Регламенту Верховної Ради України та підпорядкував НАБУ та САП Генеральному прокурору і викликав масові протести.